# Martina Silva de Gurruchaga
Martina Silva de Gurruchaga (Salta, 3 de noviembre de 1790 - ibídem, 19 de marzo de 1874) fue una patriota argentina.

## Biografía
Martina Silva y Fernández de Córdoba nació el 3 de noviembre de 1790 en Salta, Virreinato del Río de la Plata, hija de Marcelino Miguel de Silva, funcionario público, y de María Isidora Fernández de Córdoba, salteña descendiente de nobles españoles. Contrajo matrimonio con el comerciante José Fructuoso de Gurruchaga y Fernández Pedroso, hermano de Francisco de Gurruchaga, con quien tuvo 6 hijos. Adhirió a la causa independentista junto a su marido, y tuvo una activa participación en la vida política y militar de la provincia de Salta.
En 1812, cuando los realistas ocuparon Salta, Martina Silva de Gurruchaga, junto a otras valientes mujeres como Gertrudis Medeiros, Celedonia Pacheco de Melo, Magdalena Güemes, Juana Torino, María Petrona Arias, Juana Moro y Andrea Zenarrusa, organizaron una poderosa red de espionaje que puso en jaque al ejército realista.
Eran las llamadas “bomberas”, valientes mujeres que llevaban información y datos secretos a las fuerzas patriotas corriendo grandes peligros en tan audaces lances.
Luego de la victoria de Tucumán, y ante el avance de las fuerzas de Belgrano, las patriotas salteñas comenzaron intensos preparativos, realizados en el mayor de los secretos, para colaborar con el ejército.
Acogió en su casa a combatientes, y además bordó una bandera celeste y blanca para Belgrano, 

Cuenta Adolfo Carranza, que el general Belgrano al recibirla exclamó conmovido :
“...Señora, si en todos los corazones americanos existe la misma decisión que en el vuestro, el triunfo de la causa porque luchamos sera fácil...".
El mismo Belgrano la nombró como Capitana del Ejército en agradecimiento, a pesar de que las mujeres tenían prohibida la incorporación en el ejército, y haciéndole incluso un obsequio en recuerdo.
Sus restos se encuentran en el Panteón de las Glorias del Norte, en la Catedral de Salta desde 1954, por iniciativa del primer arzobispo de Salta, Roberto J. Tavella, siendo la única mujer en aquel, junto con Carmen Puch.